# Mycomya dictyophila
Mycomya dictyophila är en tvåvingeart som beskrevs av Wu, Zheng och Xu 2001. Mycomya dictyophila ingår i släktet Mycomya och familjen svampmyggor. Inga underarter finns listade i Catalogue of Life.